# Гімн Великобагачанського району
Гімн Великобагача́нського райо́ну — твір на музику і слова Григорія Серьожкіна.
ГІМН ВЕЛИКОБАГАЧАНЩИНИ
Церкви злотосяйні освячує Спас,

Малиновий дзвін в серце віру вселя.

Хай злагода й мир заживуть серед нас,

Очистяться душі, всміхнеться земля.

Приспів:

Дай силу люду творчому,

Польотусоколиного,

І хліба нам насущого,

Весільнірушники.

Землі святої пахощі

І щастя Багачанщині,

Даруй на всі віки

О, рідний край!

О, слався, рідний край!

Зберіться, згуртуйтеся волі брати,

Ми діти одної матусі-землі.

В єдиній родині сягнемо мети,

І щастя прилине до нас на крилі.

Приспів:

Дай силу люду творчому,

Польотусоколиного,

І хліба нам насущого,

Весільнірушники.

Землі святої пахощі

І щастя Багачанщині,

Даруй на всі віки

О, рідний край!

О, слався, рідний край!